# Erupció misteriosa del 1808

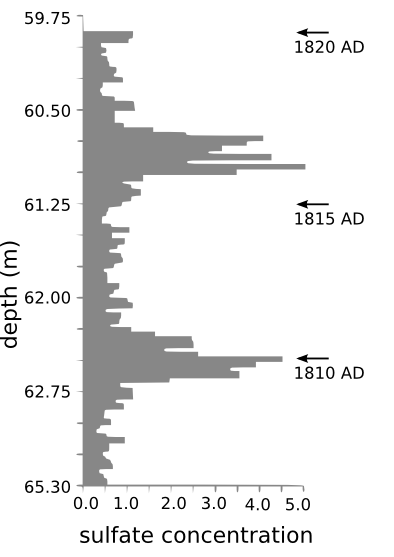
Concentració de sulfat en un testimoni de gel pres a la Groenlàndia central, datat a partir de variacions estacionals dels isòtops de l'oxigen. El registre de l'erupció misteriosa s'observa abans del 1810. El pic observable després del 1815 correspon a l'erupció del Tambora.

Es creu que una colossal erupció volcànica, amb un índex d'explosivitat volcànica (IEV) de 6, es produí a finals del 1808 i contribuí a un període de baixada global de la temperatura que durà diversos anys i fou exacerbada per l'erupció del Tambora (IEV 7) el 1815.

## Antecedents
Abans del 1990, el deteriorament global del clima a la dècada del 1810 era considerat normal pels climatòlegs, que el consideraven part part de la petita edat de gel. Durant estudis de testimonis de gel a l'Antàrtida i a Groenlàndia durant la dècada del 1990, es trobaren proves d'una erupció volcànica massiva a començaments del 1809, tanmateix, en aquell temps no existia cap mena de registre històric d'erupcions volcàniques de gran magnitud durant aquest període. Investigacions posteriors, juntament amb l'anàlisi dendrocronològica de diversos pins, assenyalaren el 1808 com l'any de l'erupció.

## Localització i data
Els vulcanòlegs quedaren sorpresos no només per la revelació de l'erupció, sinó també per la falta de registres històrics sobre ella. Es buscaren proves de l'erupció arreu del món. Finalment foren trobades el 2014, quan Álvaro Guevara-Murua i Caroline Williams, de la Universitat de Bristol, localitzaren una descripció feta per Francisco José de Caldas sobre una sèrie d'esdeveniments atmosfèrics que encaixarien amb una erupció volcànica.
Caldas, director de l'Observatori Astronòmic de Bogotà entre el 1805 i el 1810, escrigué el 1809 que gran part de Colòmbia «s'ha vist coberta per un núvol molt lleuger» que restava lluentor al sol i les estrelles. Caldas observà el fenomen per primera vegada l'11 de desembre del 1808 i hi senyalà una marcada disminució de la temperatura a Bogotà. El núvol podria haver sigut una boira seca composta per àcid sulfúric en aerosol, emissió recurrent durant erupcions volcàniques. Observacions similars foren realitzades a Lima per Hipólito Unanue.
Els informes analitzats han portat els investigadors a suggerir que l'erupció es produí en un període de 14 dies abans o després del 4 de desembre del 1808. Les observacions de Caldas i Unanue indicaren l'existència d'un vel de aerosol estratosfèric d'almenys 2.600 km d'extensió a ambdós hemisferis. L'únic origen d'un vel com aquest seria un volcà ubicat a la zona intertropical.
L'única àrea als tròpics a l'oest de Colòmbia i el Perú, amb volcans potencialment explosius i amb poca presència humana durant el període en qüestió és l'oceà Pacífic sud-occidental, entre Indonèsia i Tonga. Aquesta àrea presenta diversos volcans altament explosius, com el Rabaul, i el 1808 mancava, tret d'alguns missioners a Tahití, d'assentaments europeus. A part de l'observació esporàdica per exploradors, la majoria de l'observació volcànica en aquesta zona sol s'ha donat des de mitjans del segle xix. Tot i que existeixen relats orals sobre erupcions entre els pobladors nadius de la regió, aquests no han pogut ser datats de manera precisa.

## Erupcions conegudes el 1808
El 1808 es presentaren erupcions volcàniques d'importància a Urzelina, entre l'1 i el 4 de maig, i al Taal, al març. Cap de les dues es produí en el període de les observacions fetes a Sud-amèrica.